# Pompadour-zöldgalamb
A Pompadour-zöldgalamb (Treron pompadora) a madarak osztályának galambalakúak (Columbiformes) rendjébe és a galambfélék (Columbidae) családjába tartozó faj.

## Rendszerezése
A fajt Johann Friedrich Gmelin svéd természettudós írta le 1758-ban, a Columba nembe Columba Pompadora néven.

## Előfordulása
Srí Lanka területén honos. Természetes élőhelyei a szubtrópusi vagy trópusi száraz és síkvidéki esőerdők. Állandó, nem vonuló faj.

## Megjelenése
Testhossza 28 centiméter.

## Természetvédelmi helyzete
Az elterjedési területe nagyon nagy, egyedszáma ugyan csökken, de még nem éri el a kritikus szintet. A Természetvédelmi Világszövetség Vörös listáján nem fenyegetett fajként szerepel.